# Hurtmold
Hurtmold é uma banda brasileira de post-rock/math rock formada na cidade de São Paulo em 1998.
Em sua primeira formação, tinha como integrantes Maurício Takara (bateria, vibrafone, trompete), Guilherme Granado (teclado, vibrafone, escaleta), Marcos Gerez (baixo), Mário Cappi (guitarra) e Fernando Cappi (guitarra). Em 2003, entra Rogério Martins (percussão e clarinete), completando a formação que dura até hoje.
A banda é conhecida por fazer um post-rock mais vigoroso que o convencional, utilizando bastante instrumentos de percussão, com influências  diversas que vão do jazz, passando por minimalismo, punk rock, funk norte-americano, música eletrônica, até chegar a ritmos regionais da música brasileira. Outra característica do Hurtmold é o fato dos seus integrantes trocarem os instrumentos entre si durante as apresentações ao vivo.
Em 2019, foi indicada pelo portal russo Ultimate Guitar como a 35ª melhor banda de rock do Brasil.

## Carreira
O primeiro contato foi em 1995, quando Granado (teclado) conheceu Mário (guitarra) e Gerez (baixo) no primeiro ano do ensino médio e começaram a frequentar o El Rocha, estúdio da família do baterista Takara, que era uma espécie de meca para o rock independente paulista entre o final dos anos 1990 e começo dos 2000.
A banda teve a canção "Sabo" incluída em uma coletânea de bandas independentes brasileiras lançada em 2008 pela revista francesa Brazuca.
Em novembro de 2010, se apresentam no festival Planeta Terra, em São Paulo.
Em 2016, lançaram o disco Curado em parceria com Paulo Santos (ex-Uakti), que foi eleito pela revista Rolling Stone Brasil como o 15º melhor disco brasileiro de 2016.

## Discografia

### Álbuns de estúdio
- 2000 - Et Cetera
- 2002 - Cozido
- 2003 - Hurtmold/The Eternals - split
- 2004 - Mestro
- 2008 - Hurtmold
- 2012 - Mils Crianças

### Demos
- 1998 - Everyday Recording
- 1999 - 3am: A Fonte Secou...